# Rough House Blues
Rough House Blues è un album di Lou Donaldson, pubblicato dalla Cadet Records nel 1965. Il disco fu registrato nel dicembre del 1964 a New York.

## Tracce
Lato A
1. Tippin' In – 4:50 (Bobby Smith, Marty Symes)
2. L.D. Blues – 3:10 (Lou Donaldson)
3. Days of Wine and Roses – 4:25 (Henry Mancini, Johnny Mercer)
4. Ignant Oil – 4:50 (Lou Donaldson)

Lato B
1. Rough House Blues – 6:30 (Lou Donaldson)
2. Back Talk – 4:01 (Lou Donaldson)
3. Huffin' 'n' Puffin' – 5:30 (Lou Donaldson)

## Musicisti
Lou Donaldson Nonet
- Lou Donaldson - sassofono alto
- Dave Burns - tromba
- Ernie Royal - tromba
- Phil Woods - sassofono alto
- Bob Ashton - sassofono tenore
- Danny Bank - sassofono baritono
- Lloyd Mayers, Jr. - organo
- Richard Davis - contrabbasso
- Grady Tate - batteria
- Oliver Nelson - arrangiamenti, conduttore musicale